# 杉崎美香
杉崎美香（日语：すぎさき みか，1978年10月31日—）是日本大分縣大分市出生的播音員、電台藝人、達人及女演員，所屬經紀公司為cent. FORCE。

## 生平
杉崎在大分縣大分市出生。她畢業於大分縣立大分鶴崎高等學校及山口大學人文學部之後，2001年加入信越放送（SBC）擔任播音員。杉崎在任兩年半期直到2003年9月為止。
離開SBC之後，她在cent. FORCE的選拔試鏡會合格。離開SBC之後，她在cent. FORCE的選拔試鏡會合格。杉崎後來加入富士電視台成為「Mezanew」的八年期節目主播直到2011年9月30日。

## 外部連結
- 杉崎美香官方個人資料 （页面存档备份，存于） （日語）
- 官方博客  （日語）